# Вішнугопа II
Вішнугопа II (там. இரண்டாம் விட்ணுகோபன்) — володар Паллавів.

## Життєпис
Син Сканда-вармана III. Після смерті батька за однією версією розділив володіння з рідним братом Кумаравішну II, за іншою версією той був представником старшої лінії династії, а Вішнугопа II — молодшої. Обидва правителі були рівнознначні в статусі.
Стосовно періоду панування є роздіжності: за ранньою версією панував в 389—414 роках, але на тепер це ставиться під значний сумнів. За пізнішими версіями — у 500—510 або 520—530 роках. Разом з Кумаравішну II продовжив війни проти Чола та Тірайярів, які загалом були вдалими.
Можливо його сином був Вішнугопа III.